# Mateusz Nowak
Pour les articles homonymes, voir Nowak.
Mateusz Nowak (né le 15 juillet 1992) est un coureur cycliste polonais. 

## Palmarès sur route

### Par année
- 2010
  -  Champion de Pologne du contre-la-montre juniors
- 2011
  - 1re étape du Szlakiem Bursztynowym Hellena Tour
- 2012
  - 2e, 3e et 5ea (contre-la-montre) étapes du Mémorial Colonel Skopenko
  - 2e du Mémorial Colonel Skopenko
  - 2e du Dookoła Mazowsza
  - 3e du Szlakiem Bursztynowym Hellena Tour
- 2013
  - Memoriał im. Stanisława Kirpszy
- 2014
  - Puchar Bałtyku :
    - Classement général
    - 2e étape
- 2015
  - Mémorial Andrzej Trochanowski
  - 3e du championnat de Pologne du critérium
- 2016
  - 3e et 4e étapes du Szlakiem Bursztynowym Hellena Tour
  - 2e du Szlakiem Bursztynowym Hellena Tour

### Classements mondiaux
| Année           | 2011 | 2012 | 2013 | 2014 | 2015 |
| --------------- | ---- | ---- | ---- | ---- | ---- |
| UCI Europe Tour | 706e | 362e |      |      | 195e |

## Palmarès sur piste

### Championnats nationaux
| - 2010 - 2e du championnat de Pologne de course aux points - 2011 - 2e du championnat de Pologne de poursuite - 2e du championnat de Pologne de poursuite par équipes - 2e du championnat de Pologne de l'américaine - 2e du championnat de Pologne de l'omnium - 2012 - Champion de Pologne du scratch - Champion de Pologne de l'omnium - 2e du championnat de Pologne de poursuite - 2e du championnat de Pologne de poursuite par équipes - 2e du championnat de Pologne de course aux points | - 2013 - 3e du championnat de Pologne du scratch - 2014 - Champion de Pologne de l'omnium - 2e du championnat de Pologne de l'américaine - 2e du championnat de Pologne du scratch - 3e du championnat de Pologne de poursuite - 3e du championnat de Pologne de poursuite par équipes - 2015 - Champion de Pologne de l'américaine (avec Wojciech Pszczolarski) - Champion de Pologne de l'omnium espoirs - 2e du championnat de Pologne de l'omnium |  |